# Töpfermuseum Thurnau

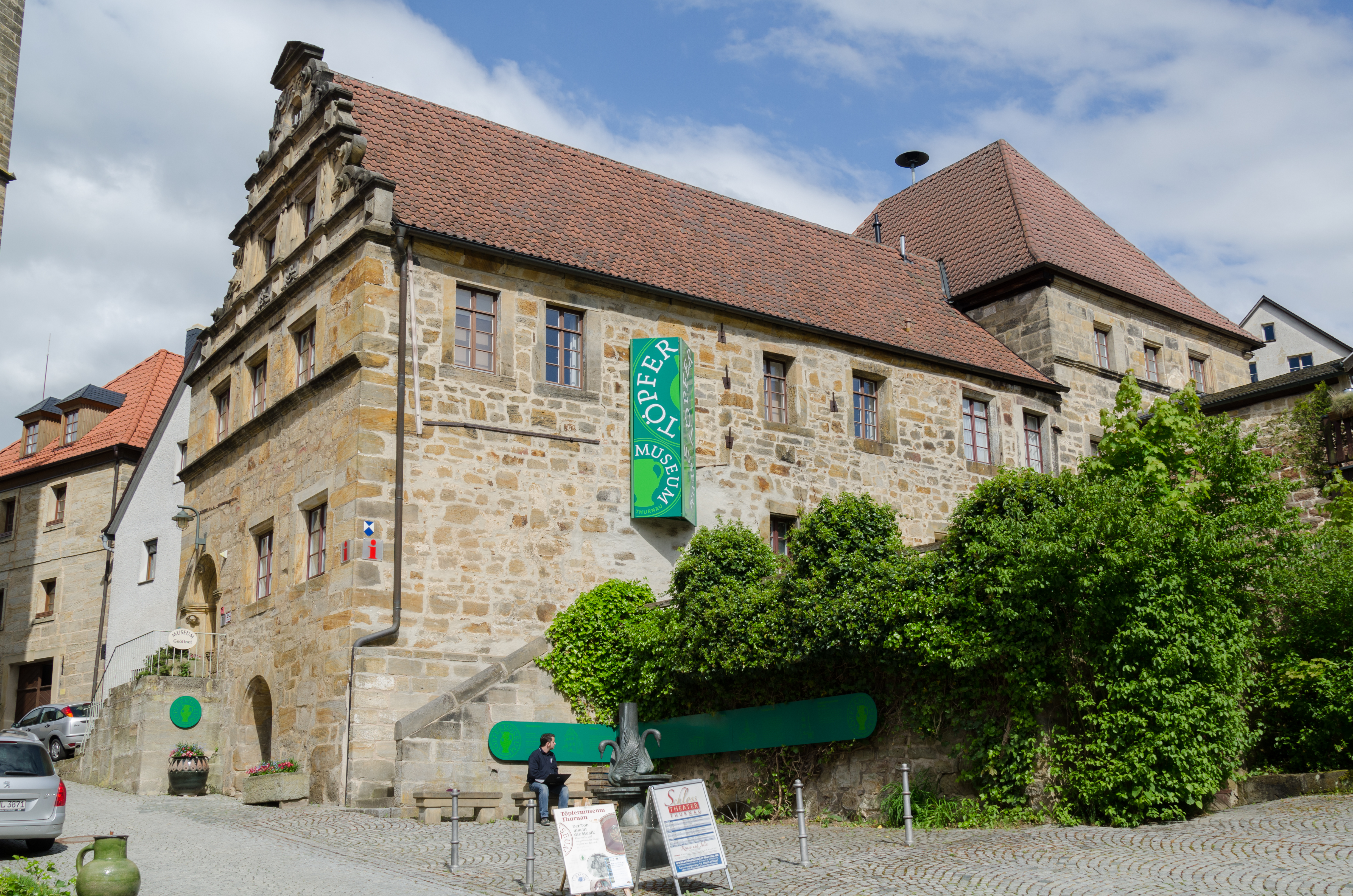
Töpfermuseum in Thurnau

Das Töpfermuseum Thurnau in Thurnau, einer Marktgemeinde im oberfränkischen Landkreis Kulmbach in Bayern, ist ein Spezialmuseum für in Thurnau hergestellte Töpferwaren. Auf einer Ausstellungsfläche von rund 600 m² werden Arbeitsweisen, Gefäßformen und Dekorationstechniken der Thurnauer Töpfereien vorgestellt.

## Thurnauer Töpfereien
Hafner sind in Thurnau quellenkundlich seit 1579 nachzuweisen. Ab der zweiten Hälfte des 18. Jahrhunderts nahm die Anzahl der gleichzeitig arbeitenden Töpfer zu. Im Jahr 1800 arbeiteten vier Töpfer am Ort. 1870 erreichte die Aufwärtsentwicklung mit acht Werkstätten ihren Höhepunkt.
Hergestellt wurde vor allem Gebrauchsgeschirr: Einfache Tonwaren für Küche, Stall und Feld. Zunächst einfarbig glasiert, ab dem 19. Jahrhundert auch mit dem Malhorn dekoriert. Neben Töpfen, Tiegeln, Pfannen, Krügen, Schüsseln und Vorratsgefäßen wurden besondere Formen wie Hosnbrodnpfanna (Hasenbratenpfannen) oder Erbeshofen (Erbsentöpfe) zum Abseihen oder Durchpassieren von weich gekochtem Obst und Gemüse gefertigt. Auch „vom Stock gedrehtes“ Miniaturgeschirr für Puppenküchen findet sich vielfach im Repertoire der Töpfereien.
Die Thurnauer Töpfereien blieben zum Teil über viele Generationen in Familienbesitz. Die Töpferei Pittrof existierte von 1777 bis 1876, die Töpferei Spielbühler von 1759 bis 1977, die Töpferei Renner besteht seit 1884. Um 1900 begann sich die wirtschaftliche Situation der Töpfer zu verschlechtern. Industriell gefertigtes Steinzeug wurde von vielen bevorzugt, gleichzeitig wurde Porzellan und Emailgeschirr für die ländliche Bevölkerung erschwinglich. Eine Erholung des Töpfergewerbes trat erst wieder mit dem Zuzug des Kunstmalers und Keramikers Günther Stüdemann (* 1890 in Berlin; † 1981 in Thurnau) im Jahr 1939 ein. Er erweiterte das Repertoire um kunsthandwerkliche Arbeiten und erschloss somit neue Käuferschichten. Zudem bildete er fast 30 Lehrlinge aus, die zum Teil wieder eigene Werkstätten in Thurnau eröffneten. Heute existieren fünf Töpfereien in Thurnau.

## Sammlung
Anlässlich der Landesversammlung der bayerischen Töpfer in Thurnau im Jahr 1974 wurden Thurnauer Töpferwaren in der Aula der Verbandsschule ausgestellt und der Öffentlichkeit präsentiert. Sie bilden den Grundstock der Sammlung, die heute fast 5.000 Keramiken von 19 Werkstätten umfasst. Die Exponate geben einen Überblick über die Entwicklung der lokalen keramischen Produktion. Schwerpunkt der Sammlung bilden die Keramiken der Töpfereien Senft/Freitag, Pittrof, Weihermüller, Spielbühler, Freund, Stüdemann, Renner und Schnauder/ems. Dokumentiert wird zudem die Tongewinnung, die Tonaufbereitung, die Formgebungsverfahren, Dekorationstechniken und der abschließende Brand. Eine Besonderheit bildet die bei Umbauarbeiten wiederentdeckte Rauchküche aus dem 16. Jahrhundert.

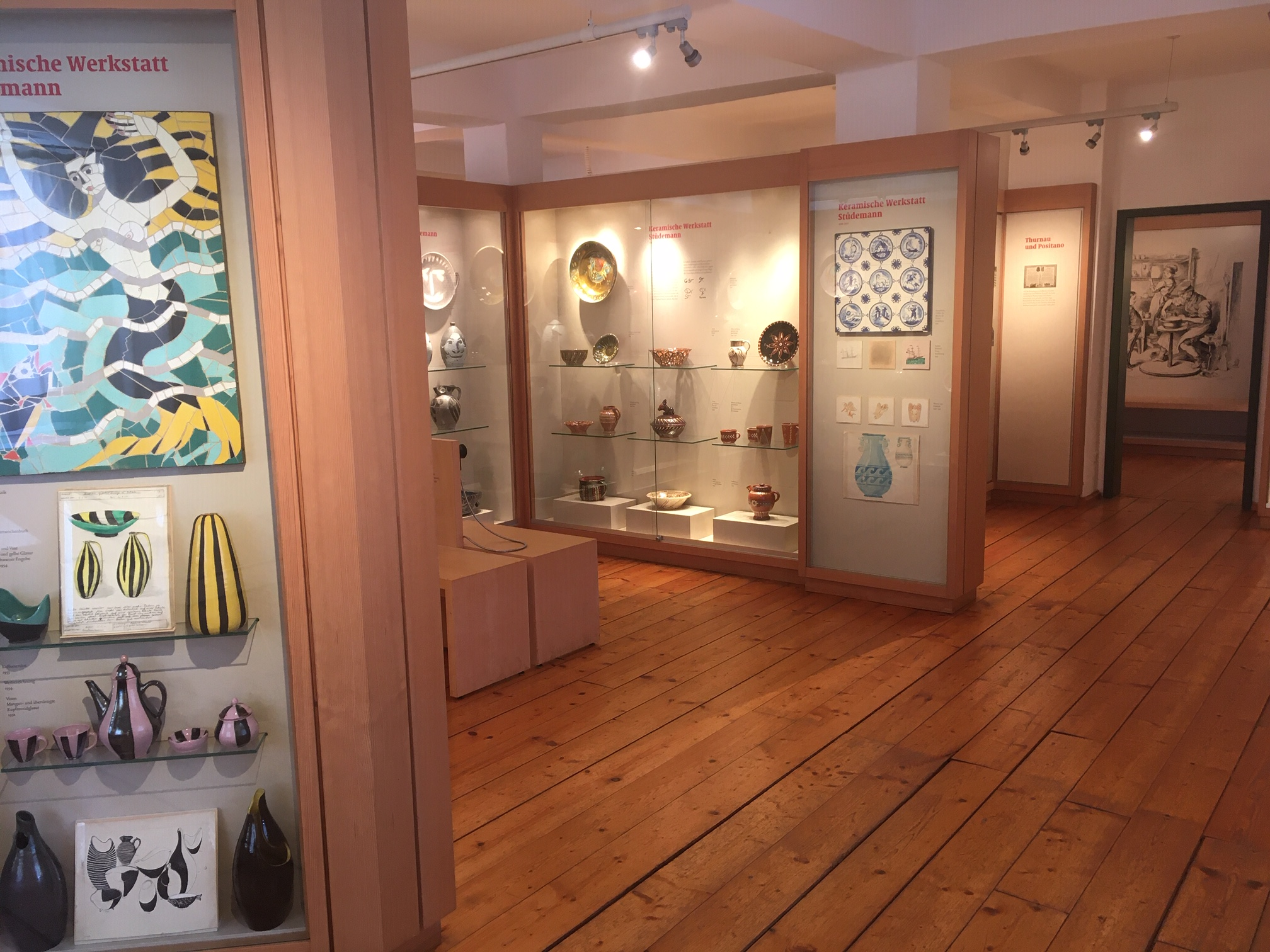
Dauerausstellung
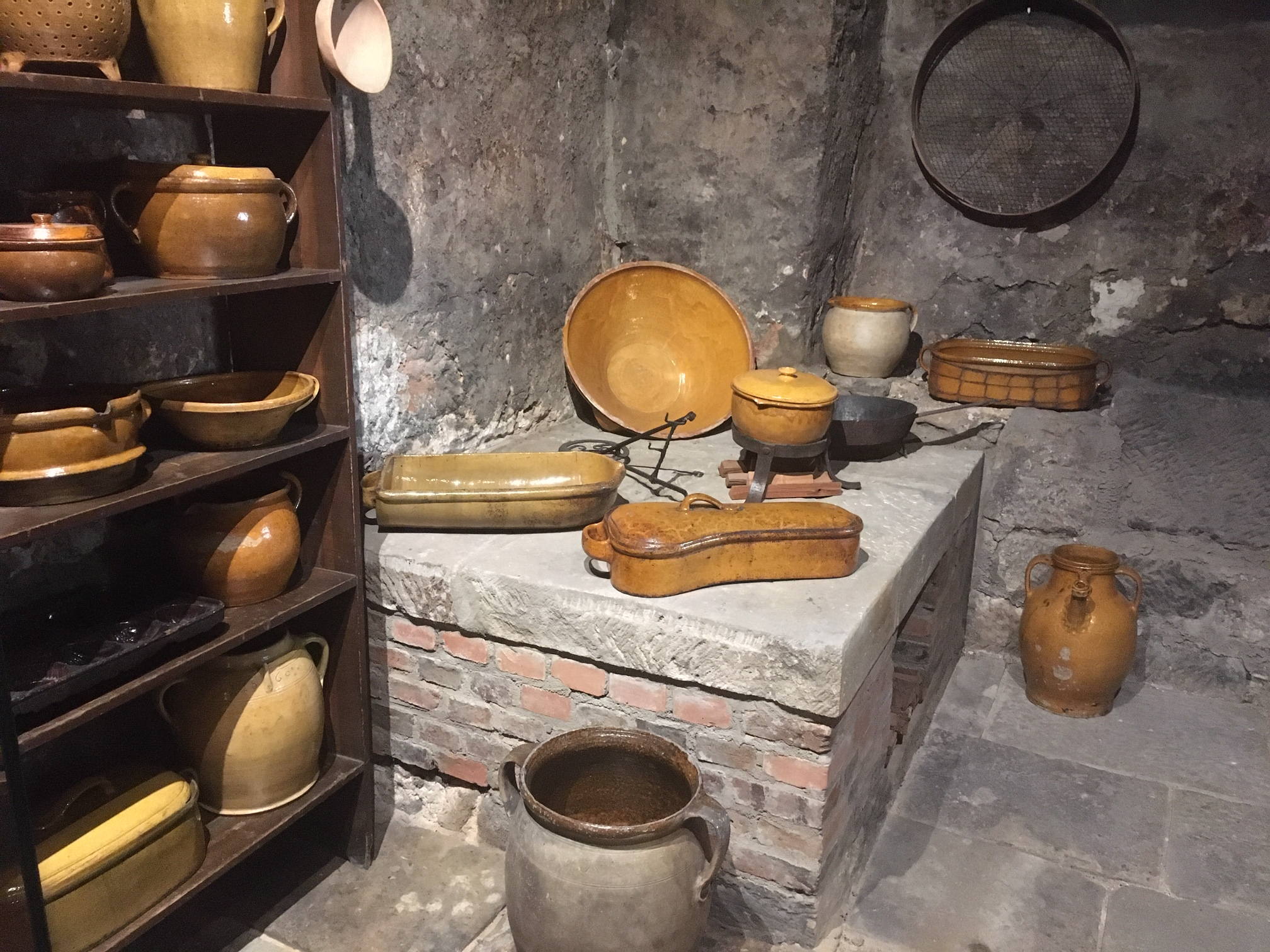
Schwarze Küche
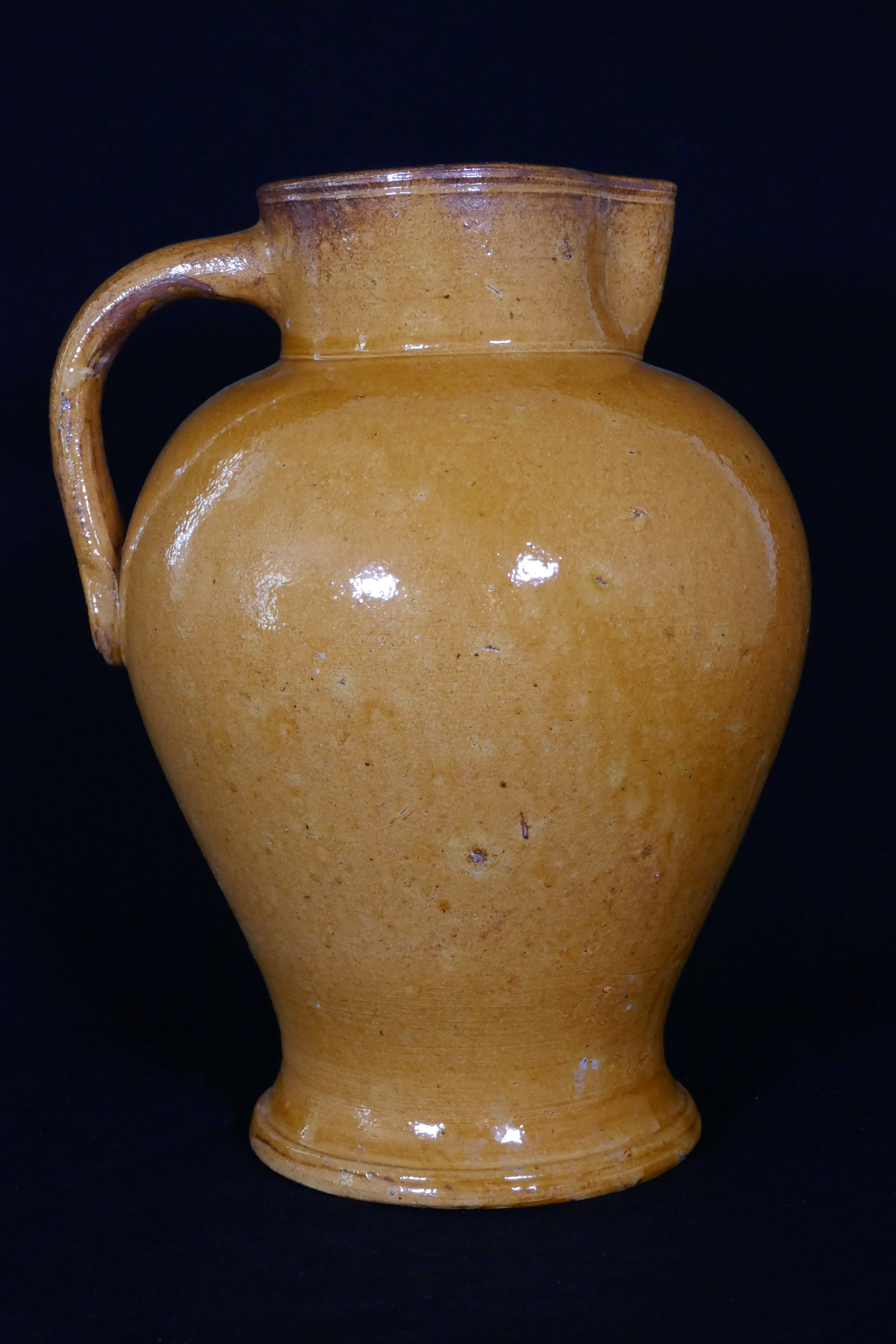
Thurnauer Krug
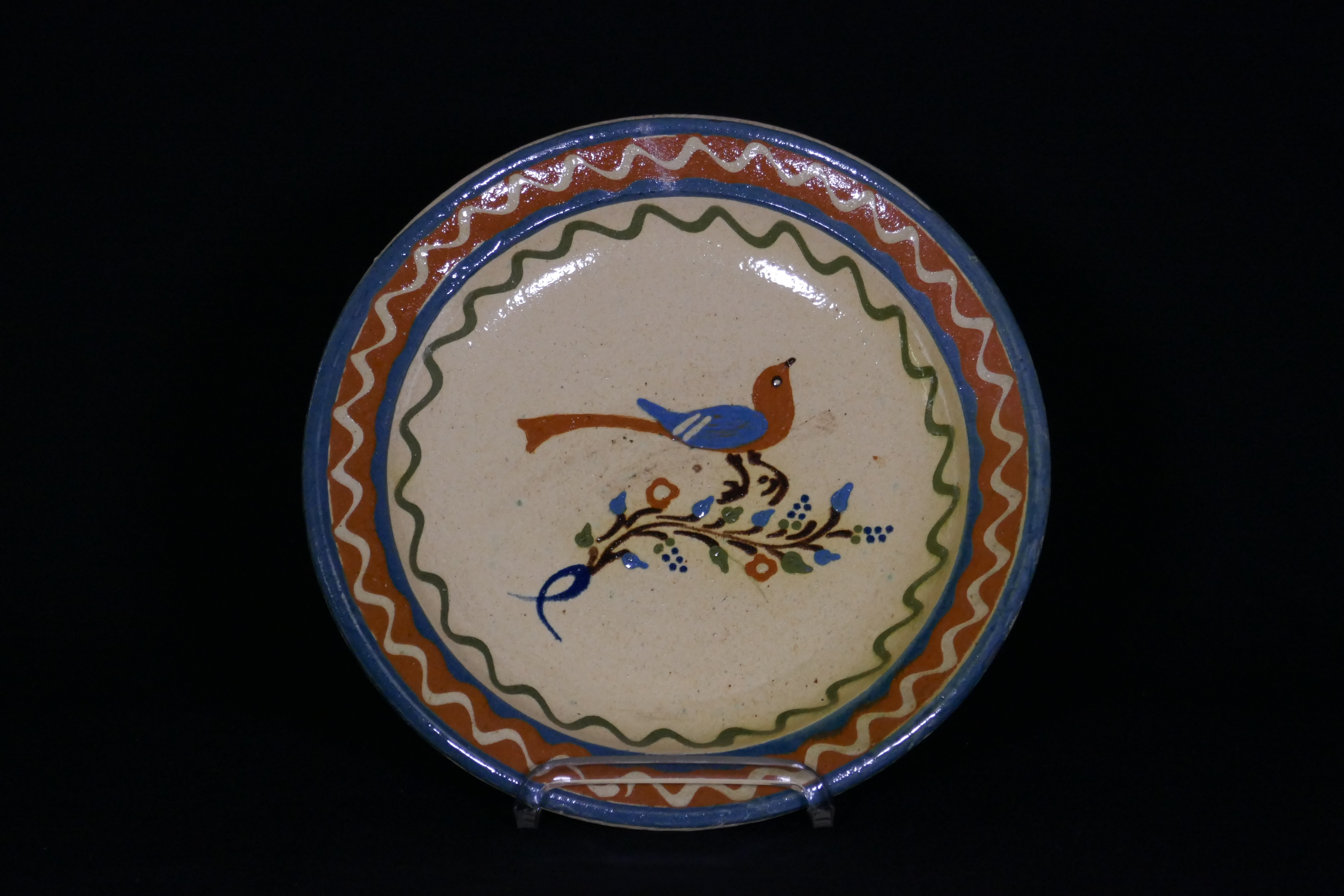
Zierteller
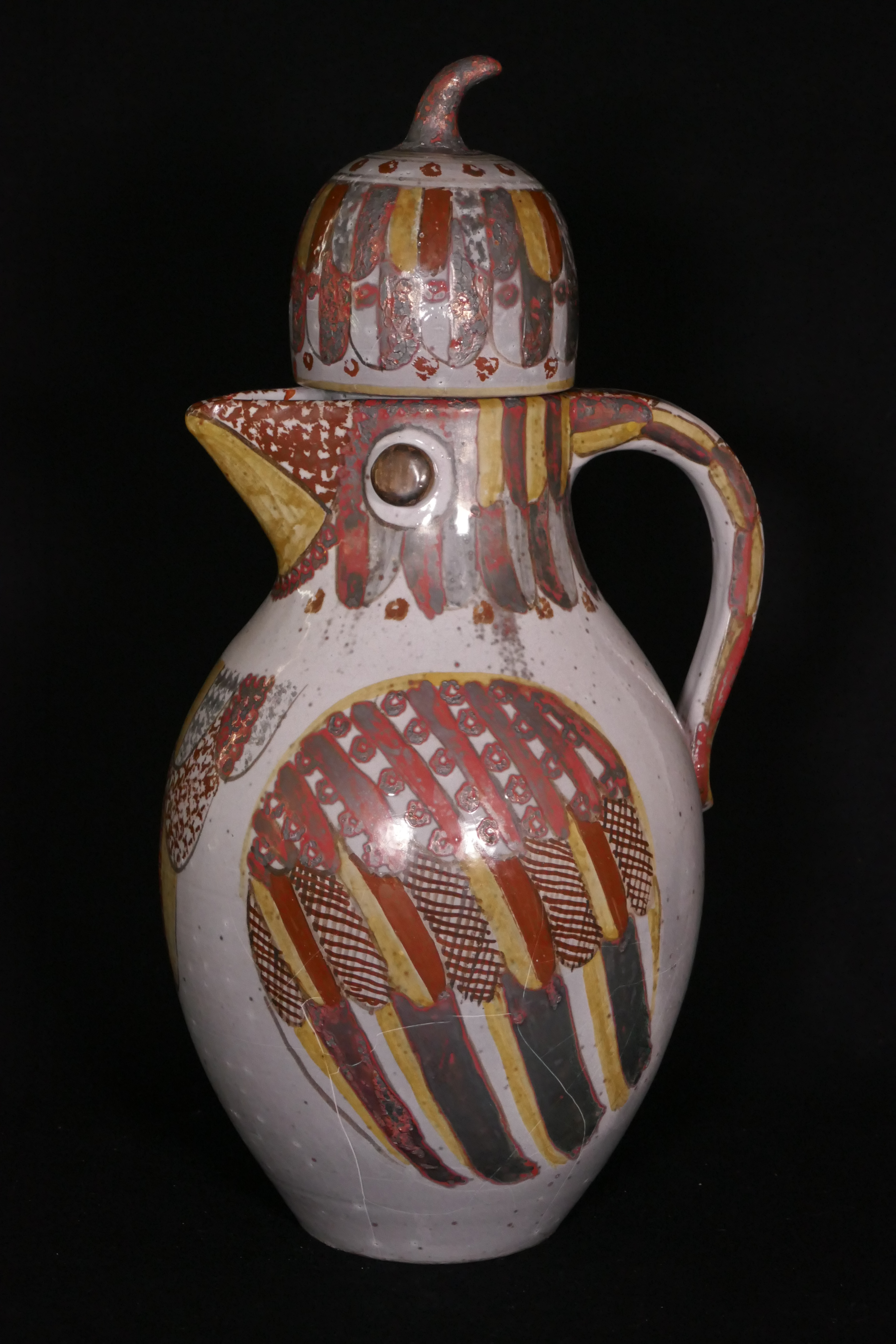
Vogelkanne

## Geschichte
Zur Dokumentation der Arbeitsweisen und Erzeugnisse der Thurnauer Töpfer wurde Mitte der 1970er Jahre mit der Planung eines Museums begonnen. 1978 wurde das Gebäude der ehemaligen Lateinschule von der Marktgemeinde Thurnau für diesen Zweck zur Verfügung gestellt. Treibende Kraft bei der Umsetzung war die Ehefrau Günther Stüdemanns, Luise Stüdemann (* 1910 in Bremen; † 1996 in Thurnau). Ein Großteil der Sammlung stammt aus dem Besitz des Ehepaares, das fast ein halbes Jahrhundert regionale Töpfererzeugnisse, Schrift- und Bildmaterial sammelte, um die Thurnauer Töpfertradition in ihrer Vielfalt und Ausprägung zu dokumentieren. 1982 wurde der erste Bauabschnitt des Museums eröffnet und in den folgenden Jahren stetig erweitert. 2014 wurde die Ausstellung grundlegend überarbeitet und aktualisiert, das Museum wurde um einen museumspädagogischen Bereich und ein Depot erweitert.

## Architektur
Das Gebäude wurde 1552 errichtet und in den Jahren 1598 und 1599 baulich erweitert. Ein Renaissancegiebel schmückt die Fassade des Baus.

## Ausstellungen
Neben der Dauerausstellung präsentiert das Töpfermuseum Thurnau ständig wechselnde Sonderausstellungen verschiedener Themenschwerpunkte. Regelmäßig stellen die Künstler des Europa-Symposiums-Thurnau e. V. ihre Werke im Töpfermuseum Thurnau aus.